# 真崎エリカ
真崎 エリカ（まさき えりか、10月4日 - ）は、日本の女性歌手、作詞家。高知県出身。所属レーベルはLantis。
商業から同人まで幅広く歌唱提供を続けており、作詞家としての活動や自身での作曲も積極的に行うなど、シンガーソングライターとしての一面も備えている。

## 略歴
2009年より、個人サークルAZURE FACTORYにて音楽制作活動を開始した。
2014年2月26日、スマートフォンゲーム『バディ・コンプレックス 戦場のカップリング』テーマソング「ORBITAL LINE」で、メジャーデビューを果たす。
自身が参加した「THE IDOLM@STER LIVE THE@TER DREAMERS 01 Dreaming!」が、2015年9月30日付けオリコンデイリーランキング1位を獲得。
テレビアニメ『かみさまみならい ヒミツのここたま』『キラキラハッピー★ ひらけ!ここたま』において、ERIKA名義で歌唱を担当した。
2023年2月15日、自身のTwitterにて結婚したことを発表した。
2025年2月8日、自身のX（旧Twitter）にて第1子を出産したことを報告した。

## 作詞家としての活動

### 2013年
- TVアニメ『Fate/kaleid liner プリズマ☆イリヤ』[6]

### 2014年
- PS4ゲーム「オメガクインテット」（ティザームービー曲『Inchoate voice』）
- 「英雄＊戦姫 GOLD」（OPテーマ「UNLIMITED HEART」）
- ひこうき雲の向こう側　オリジナルサウンドトラック（OPテーマ「恋の予感」、EDテーマ「ひこうき雲の向こう側へ」）
- THE IDOLM@STER LIVE THE@TER HARMONY 01（04．Liar's good bye）
- THE IDOLM@STER LIVE THE@TER HARMONY 02（03．VIVID イマジネーション）
- THE IDOLM@STER LIVE THE@TER HARMONY 02（05．Believe my change!）
- THE IDOLM@STER LIVE THE@TER HARMONY 03（01．Shooting Stars）
- アーケードゲーム「GROOVE COASTER EX」（HB-axeleration／矢鴇つかさ feat. 真崎エリカ）
- PS4ゲーム『*ω*Quintet』OP&EDテーマ「PROMiSED ViSION／Good bye & Good luck」（PROMiSED ViSION）
- THE IDOLM@STER LIVE THE@TER HARMONY 06（05．フローズン・ワード）

### 2015年
- 大橋彩香　2ndシングル「ENERGY☆SMILE」（01.「ENERGY☆SMILE」）
- 大橋彩香　2ndシングル「ENERGY☆SMILE」（03.「Pray for link」）
- スフィア　シングル「情熱CONTINUE」（CW曲「夕立ちの欠片」）
- StylipS　シングル「迷々コンパスはいらない」（04.フォーチュン・レター）
- THE IDOLM@STER LIVE THE@TER HARMONY 09（05．鳥籠スクリプチュア）
- THE IDOLM@STER LIVE THE@TER HARMONY 10（02．ファンタジスタ・カーニバル）
- 茅原実里　シングル「会いたかった空」（2．凛の花）
- THE IDOLM@STER SideM ST@RTING LINE -01 Jupiter（BRAND NEW FIELD、Planet scape）
- 「ハイスクールD×D BorN」ED主題歌（StylipS　「ギブミー・シークレット」）[7]
- TVアニメ「長門有希ちゃんの消失」第８話挿入歌（giragira shake）
- THE IDOLM@STER 765PRO LIVE THE@TER COLLECTION Vol.1（03.Liar's good bye）
- THE IDOLM@STER SideM ST@RTING LINE -03 Beit（01.スマイル・エンゲージ）
- THE IDOLM@STER SideM ST@RTING LINE -03 Beit（03.想いはETERNITY）
- OAD咲日和 OP 「ドラマティック＊サイクル」StylipS
- 神谷浩史 4thミニアルバム「ハレゴウ」（05.Neverland Glitter）
- Fate/kaleid liner プリズマ☆イリヤ ツヴァイ ヘルツ！ ED（01.ハプニング☆ダイアリー [TVアニメ「プリズマ☆イリヤ ツヴァイ ヘルツ！ 1st ED主題歌]）
- Fate/kaleid liner プリズマ☆イリヤ ツヴァイ ヘルツ！ ED（02.Wishing diary [TVアニメ「プリズマ☆イリヤ ツヴァイ ヘルツ！ 2nd ED主題歌]）
- 大橋彩香 3rdシングル「おしえてブルースカイ」（3．CHANGE）
- THE IDOLM@STER LIVE THE@TER DREAMERS 01 Dreaming!（1．Dreaming!）
- THE IDOLM@STER LIVE THE@TER DREAMERS 02（5．成長Chu→LOVER!!）
- アイドリッシュセブン「MONSTER GENERATiON／IDOLiSH7」全曲
- AbsoЯute Zero「Irreplaceable Second」（04　水槽センチメンタル）

### 2016年
- THE IDOLM@STER LIVE THE@TER DREAMERS 05（Dreaming!）
- THE IDOLM@STER SideM ST@RTING LINE -08 FRAME（勇敢なるキミヘ）
- THE IDOLM@STER SideM ST@RTING LINE -08 FRAME（MISSION is ピースフル！）
- THE IDOLM@STER LIVE THE@TER SOLO COLLECTION Vo.03　Vocal Edition（01. Dreaming!　歌：ジュリア）
- THE IDOLM@STER LIVE THE@TER SOLO COLLECTION Vo.03　Vocal Edition（09. 成長Chu→LOVER!!　歌：望月杏奈）
- THE IDOLM@STER LIVE THE@TER SOLO COLLECTION Vo.03　Vocal Edition（11. HELLO, YOUR ANGEL♪　歌：天空橋朋花）
- THE IDOLM@STER LIVE THE@TER SOLO COLLECTION Vo.03　Dance Edition（07. Shooting Stars　歌：野々原茜）
- THE IDOLM@STER LIVE THE@TER SOLO COLLECTION Vo.03　Visual Edition（08. Persona Voice　歌：二階堂千鶴）
- 田所あずさ　シングル「純真Always」CW「Cherish」
- 頭文字D Legend3 -夢現- （Chase for Dream）
- 佐々木喜英　BEST ALBUM「HIDE out 〜MOON&SUN〜」（01.Toxic Night）
- TVアニメ『最弱無敗の神装機竜』BD/DVD-01（Unbalance Gravity）
- THE IDOLM@STER LIVE THE@TER DREAMERS 06（02. Dreaming!）
- THE IDOLM@STER LIVE THE@TER DREAMERS 06（04. Understand? Understand!）
- TVアニメ『無彩限のファントム・ワールド』キャラソンミニアルバム（01. LADY GO PUNCH！）
- TVアニメ『無彩限のファントム・ワールド』キャラソンミニアルバム（04. マジカル・ルルルール！）
- TVアニメ『無彩限のファントム・ワールド』キャラソンミニアルバム（05. KUMARCH×KUMARCH）
- 劇場版KING OF PRISM by PrettyRhythm Song＆Soundtrack（04. Over the Sunshine! -Shin with Over The Rainbow ver.-）
- TVアニメ『最弱無敗の神装機竜』BD/DVD-02（初回生産特典　キャラクターソングCD II「NEVER LOCK AGAIN」）
- GAME『アイドリッシュセブン』MEZZO" 1stシングル「恋のかけら」
- 大橋彩香 1stアルバム「起動 〜Start Up!〜」（01. ABSOLUTE YELL）
- 大橋彩香 1stアルバム「起動 〜Start Up!〜」（07. ENERGY☆SMILE）
- Trignal 3rd Mini Album「Plus」（02. PANORAMA SODA ）
- TVアニメ『ハルチカ～ハルタとチカは青春する～』キャラクターソングミニアルバム～ボーイズ～（01. Mr. Intelligent boy）
- TVアニメ『ハルチカ～ハルタとチカは青春する～』キャラクターソングミニアルバム～ボーイズ～（02. NORMAL LEADER’s ABILITY）
- TVアニメ『ハルチカ～ハルタとチカは青春する～』キャラクターソングミニアルバム～ボーイズ～（03. ENJOY GATHERING!）
- TVアニメ『ハルチカ～ハルタとチカは青春する～』キャラクターソングミニアルバム～ガールズ～（01. Non Stop, On My score!）
- TVアニメ『ハルチカ～ハルタとチカは青春する～』キャラクターソングミニアルバム～ガールズ～（02. 青春譜パズル）
- TVアニメ『ハルチカ～ハルタとチカは青春する～』キャラクターソングミニアルバム～ガールズ～（03. Especially Call）
- TVアニメ『最弱無敗の神装機竜《バハムート》』BD/DVD-03（初回生産特典　キャラクターソングCD Ⅲ「Lack of Communication」）
- Re:vale　シングル「SILVER SKY」CW「Dis one.」
- TVアニメ『かみさまみならい ヒミツのここたま』新ED主題歌「こころだいすきここったま!」 （01. こころだいすきここったま!）[8]
- TVアニメ『かみさまみならい ヒミツのここたま』新ED主題歌「こころだいすきここったま!」 （02. きみとしあわせをあつめよう）[8]
- アイドリッシュセブンMUSIC VIDEO ANIMATION ＃4　IDOLiSH7 『RESTART POiNTER』
- TVアニメ「ラクエンロジック」キャラソンCD『SONGS & MELODY』（03「SWORD FOR DEFEND!」）
- TVアニメ「ラクエンロジック」キャラソンCD『SONGS & MELODY』（04「月に囁くその声で」）
- TVアニメ「ラクエンロジック」キャラソンCD『SONGS & MELODY』（07「My dearest Hero」）
- 田所あずさ　2ndアルバム「It's my CUE.」（M11「英雄なんていない」）
- テレビアニメ「天使の3P!」全曲(カバー曲を除く)

### 2017年
- TVアニメ『アイドルタイムプリパラ』挿入歌「ブランニュー・ハピネス！」
- ウマ娘 プリティーダービー STARTING GATE 03 「Goal To My SHIP」歌：ゴールドシップ (CV.上田 瞳)
- TVアニメ「政宗くんのリベンジ」OP主題歌　「ワガママMIRROR HEART」　大橋彩香
- 紀伊國屋サザンシアターTAKASHIMAYA公演　舞台「ロードス島戦記 灰色の魔女」　オリジナル楽曲「クロニクルは止まらない」　A応P
- 「THE IDOLM@STER LIVE THE@TER FORWARD 02 BlueMoon Harmony」　M08「待ちぼうけのLacrima」
- ウマ娘 プリティーダービー STARTING GATE 02　M05「UNLIMITED IMPACT」
- 「アイドリッシュセブン」　MEZZO”「月明かりイルミネイト」
- 「THE IDOLM@STER SideM ORIGIN@L PIECES 03」　M04「ふわもこシフォンなゆめのなか♪」（歌：姫野かのん）
- スフィア　アルバム「ISM」　M01「SPHERE-ISM」M09「夕立ちの欠片」
- TVアニメ「装神少女まとい キャラクターソングミニアルバム」　M01「笑う神には福来たる！」
- TVアニメ「政宗くんのリベンジ」AT-X版ED「まなざしサイレント」（歌：安達垣愛姫＆藤ノ宮寧子）
- 「THE IDOLM@STER SideM ORIGIN@L PIECES 04」　「フェイバリットに踊らせて」（歌：水嶋咲）
- ゲーム「ウマ娘 プリティーダービー STARTING GATE 03」　M05. Secret GRADUATION（歌：グラスワンダー）
- TVアニメ「sin 七つの大罪」OP「My Sweet Maiden」　（歌唱　Mia REGINA）
- TVアニメ「かみさまみならい　ヒミツのここたま」新OP「ここたまハッピ～パラダイス！」
- 「ウマ娘 プリティーダービー STARTING GATE 05」　M03.L’s Surprise!!（歌：エルコンドルパサー）
- THE IDOLM@STER SideM ORIGIN@L PIECES 04　M01. ROMANTIC SHAKER（歌：伊集院北斗）
- THE IDOLM@STER SideM ORIGIN@L PIECES 04　M05. Sanctuary World（歌：都築圭）
- TVアニメ「sin 七つの大罪」OP主題歌「My Sweet Maiden」　Mia REGINA
- アルバム「Tailwind(s)」　M04. VENGEANCE　（Pile）
- 芹澤優　ソロデビューミニアルバム「YOU & YOU」　M03. ドラマチックレイディオ
- 劇場版「KING OF PRISM -PRIDE the HERO-」　「サマースカイ・モノローグ」（歌：速水ヒロ＆涼野ユウ）
- 劇場版「KING OF PRISM -PRIDE the HERO-」　「VI VA VACANCES!」（歌：一条シン＆十王院カケル）
- 劇場版「KING OF PRISM -PRIDE the HERO-」　「Delicious Essence」（歌：神浜コウジ＆鷹梁ミナト）
- 劇場版「KING OF PRISM -PRIDE the HERO-」　「NEO STREET STREAM」（歌：仁科カヅキ＆香賀美タイガ）
- 劇場版「KING OF PRISM -PRIDE the HERO-」　「異体同心RESPECT!」（歌：太刀花ユキノジョウ＆西園寺レオ）
- TVアニメ「アイドルタイムプリパラ」　第9話挿入歌「ブランニュー・ハピネス！」
- Elfin'　2ndシングル「Luna†Requiem～月虹の宴～」　M3. プリーズ！
- 「THE IDOLM@STER SideM ORIGIN@L PIECES 05」　M04. ほっぷ・すてっぷ・ハイ、しーぷ！（歌：岡村直央）
- IDOLiSH7　シングル「Sakura Message」
- TVアニメ「天使の3P」　ED「楔」　挿入歌「深海プリズナー」　（Baby’s breath）
- TVアニメ「天使の3P!」　OP「羽ばたきのバースデイ」
- 「アイドルマスター ミリオンライブ！」「THE@TER GENERATION 01」　02. Dreaming!
- 大橋彩香　シングル「ユー&アイ」　02. ハッピーメリーゴーランド！
- TVアニメ「ひなこのーと」　BD&DVD１巻特典楽曲「テイスティング・ストーリー」（歌：夏川くいな）
- 「アイドルマスター SideM ORIGIN@L PIECES 06」01. HAPPY×HAPPYミーティング（歌：天ヶ瀬冬馬）
- 「アイドルマスター SideM ORIGIN@L PIECES 06」03. GO AHEAD SMILE!（歌：信玄誠司）
- 「アイドルマスターSideM」　「Cybernetics Wars ZERO 〜願いを宿す機械の子〜」　主題歌「Genesis Contact」
- TVアニメ「天使の3P!」　（4話楽曲「HOWLING」、第６話ED「大切がきこえる」、　7話挿入歌「INNOCENT BLUE」）
- TVアニメ「ひなこのーと」　BD&DVD２巻特典楽曲「Sweet A La Mode」（歌：柊 真雪）
- TVアニメ「NEW GAME!!」　キャラソンVOCAL STAGE1「Rainbow Days!!」（歌：涼風青葉）
- 「アイドルマスターSideM ORIGIN@L PIECES 07」　M01. BACK FLIP☆EMOTION（歌：御手洗翔太）
- 「アイドルマスターミリオンライブ M@STER SPARKLE 02」　M3. ロケットスター☆（歌：伊吹翼）
- TVアニメ「天使の3P!」　12話挿入歌「ファーストテイク」
- 「KING OF PRISM -PRIDE the HERO- Song＆Soundtrack」　M01. Vivi℃ Heart Session!
- 「KING OF PRISM -PRIDE the HERO- Song＆Soundtrack」　M02. 恋のロイヤルストレートフラッシュ
- 「KING OF PRISM -PRIDE the HERO- Song＆Soundtrack」　M08. Over the Sunshine!
- 「KING OF PRISM -PRIDE the HERO- Song＆Soundtrack」　M11. 虹色CROWN
- TVアニメ「ひなこノート」BD&DVD3巻特典CD　ときめきゆあはーと（歌：中島ゆあ）
- 「アイドルマスターSideM ORIGIN@L PIECES 08」　M01. Cherish BOUQUET（歌：渡辺みのり）
- 「アイドルマスターSideM ORIGIN@L PIECES 08」　M04. ハートフル・パトローラー（歌：握野英雄）
- TVアニメ「アイドルマスターSideM」　４話ED「TOMORROW DIAMOND」（歌唱　Beit）
- TVアニメ「アイドルマスターSideM」　４話挿入歌「Fun! Fun! Festa!」（歌唱　Beit）
- i☆Ris　3rdアルバム「WONDERFUL PALETTE」　M12. WONDERFUL PALETTE
- 「KING OF PRISM プリズムラッシュ！ LIVE」　「約束のサジタリウス」
- TVアニメ「アイドルマスター SideM」OP主題歌CD「Reason!!」　M02. 流星PARADE（歌：DRAMATIC STARS、S.E.M、Jupiter）
- 「アイドリッシュセブン」　MEZZO”　シングル「Dear Butterfly」　M01. Dear Butterfly
- 「THE IDOLM@STER Prologue SideM -Episode of Jupiter-」　特典CD「Jupiter’s Trajectory」　M01. DIVE to GRAVITATION
- アイドルマスターSideM　第８話ED「流星PARADE」
- TVアニメ「天使の3P!」BD＆DVD3巻　特典CD「Believe In…Myself」
- 「アイドルマスターSideM」　第9話ED「Over AGAIN…」
- TVアニメ「アイドルタイム プリパラ」　36話ED　挿入歌「Believe MY DREAM!」（歌唱　MY☆DREAM）
- 「THE IDOLM@STER SideM ORIGIN@L PIECES 09」　M01.魔法のステアー（歌：ピエール）
- 「THE IDOLM@STER SideM ORIGIN@L PIECES 09」　M05.ワンホール＝ワンダーランド！（卯月巻緒）
- 「THE IDOLM@STER MILLION LIVE! M@STER SPARKLE04」　M04.ENTER→PLEASURE（歌：望月杏奈）
- TVアニメ「アイドルタイムプリパラ」　挿入歌「Believe My DREAM!」（ゆい＆にの＆みちる）
- THE IDOLM@STER SideM ANIMATION PROJECT 02 「TOMORROW DIAMOND」　M01. TOMORROW DIAMOND（歌：Beit）
- Trignal　2ndフルアルバム「Back to Basic」02. ローリンローリン

### 2018年
- ゲーム「キンプリ プリズムラッシュLIVE」　「アシンメトリ・アイズ」
- 「KING OF PRISM RUSH SONG COLLECTION -RED NIGHT VAMPIRE-」　02.約束のサジタリウス　05.Surprise Decoration!
- PS Vita®「#アイドリッシュセブン Twelve Fantasia!」　追加DLC「Welcome, Future World!!!」
- 「THE IDOLM@STER SideM WORLD TRE@SURE 02」　01.トレジャー・パーティー！（歌：蒼井悠介, 木村 龍, 若里春名） 02. MEET THE WORLD!(AMERICA Ver.)
- IDOLiSH7　シングル「ナナツイロ REALiZE」
- TVアニメ「ウマ娘 プリティーダービー」より「ANIMATION DERBY 03」　02. Find My Only Way [第12R EDテーマ]
- 「THE IDOLM@STER MILLION THE@TER GENERATION 10 閃光☆HANABI団」　02. 咲くは浮世の君花火
- 「THE IDOLM@STER SHINY COLORS BRILLI@NT WING 03 バベルシティ・グレイス」　01. バベルシティ・グレイス　02. 幻惑SILHOUETTE
- 「THE IDOLM@STER SideM WORLD TRE@SURE 03」　02. MEET THE WORLD!(SPAIN Ver.)
- ドラマ「スーパーチューナー／異能機関」　主題歌「Q Wanted」
- TVアニメ『キラキラハッピー★ ひらけ！ここたま』オープニングテーマ　ヒミツのカギ、ここたま！
- 「THE IDOLM@STER SideM WORLD TRE@SURE 04」　　01.千客万来ニーハオサァカス！　02. MEET THE WORLD!(CHINA Ver.)
- TVアニメ『キラッとプリ☆チャン』第24話挿入歌「COMETIC SILHOUETTE」

### 2019年
- ライブレボルト コラボレーションミニアルバム「BUDDIES」（05.SECRET ROSARY）
- アイドルマスター シャイニーカラーズ 4月10発売「THE IDOLM@STER SHINY COLORS FR@GMENT WING 01」（Ambitious Eve）[9]
- Run Girls, Run! 5月29発売　シングル「ダイヤモンドスマイル」（2: 青春アルゴリズム）[10]
- キラキラハッピー★ ひらけ!ここたま 4月24発売　TVアニメエンディングテーマ ここたまタウンでにっこにこ★（1．ここたまタウンでにっこにこ★）[11]
- 「THE IDOLM@STER MILLION THE@TER GENERATION 17 STAR ELEMENTS 」　02. Episode. Tiara　06. ギブミーメタファー

### 2021年
- TrySail - 「マイハートリバイバル」（作詞）

### 2022年
- StylipS - 「ドラマティック＊サイクル」（作詞）

### 2023年
- 岡咲美保 - 「アンビリバボーアンセム」（作詞[12]）
- 鬼頭明里 - 「アフターグロウ」（作詞[13]）
- CHiCO - 「真夜中エスケープ」（作詞、シングル「エース」収録曲[14]）
- Liyuu - 「ミオソティス」（作詞、映画『兵馬俑の城 日本語吹替版』主題歌、4th シングル「bloomin’」収録曲[15]）

### 2024年
- Liyuu - 「Soaring Heart」（作詞[16]）
- 超ときめき♡宣伝部 - 「リトライ、青春!」（作詞）

## 歌手としての活動

### メジャーシングル
| 枚  | 発売日         | タイトル     | 規格品番   |
| --- | -------------- | ------------ | ---------- |
| 1st | 2014年02月26日 | ORBITAL LINE | LACM-14194 |

### ERIKA名義
| 枚  | 発売日         | タイトル                                                     | 規格品番   |
| --- | -------------- | ------------------------------------------------------------ | ---------- |
| 1st | 2015年11月11日 | ころころここたま！／ここんぽいぽいここったま！               | LACM-14419 |
| 2nd | 2017年04月26日 | ここたまハッピ～パラダイス！ / うたおう♪ここったまーち！     | LACM-14492 |
| 3rd | 2019年04月24日 | ここたまタウンでにっこにこ★ / じゃんけんぽいぽいここったま！ | LACM-14859 |

## ライブ活動
2014年
- 01/26　B.I.A Live 5th[18]
- 07/26　ランティス祭り（大阪・万博記念公園）[19]

## その他
2013年
- コーラス担当（TVアニメ「私がモテないのはどう考えてもお前らが悪い! 」EDテーマ『どう考えても私は悪くない』）

2016年
- 06/17　「KING OF PRISM by PrettyRhythm 公式設定資料集」にて、作詞家インタビュー掲載）[20]